# Pelophryne signata
Pelophryne signata é uma espécie de sapo da família Bufonidae. Ele é endêmico em Malásia, Brunei e, possivelmente, na Indonésia. Seu habitat natural são as florestas úmidas das terras baixas, em áreas tropicais e subtropicais, e marismas de água doce. Está ameaçado pela perda do seu habitat.